# Francisco Tregian
Francis Tregian (1548-1608) era hijo de John Tregian de Wolvenden de Probus, Cornualles y Catherine Arundell. Fue un ferviente católico, que había heredado sustanciales haciendas a la muerte de su padre, incluyendo los señoríos de Bedock, Landegy, Lanner y Carvolghe, y la casa de la familia, "Golden", en la parroquia de Probus, cerca de Truro. Fue padre de Francisco Tregian el Joven, notable por sus estudios musicales. Fue perseguido por el régimen de Isabel I de Inglaterra y encarcelado durante 28 años. Tras ser indultado por el rey Jacobo I, emigró a España.

## Biografía

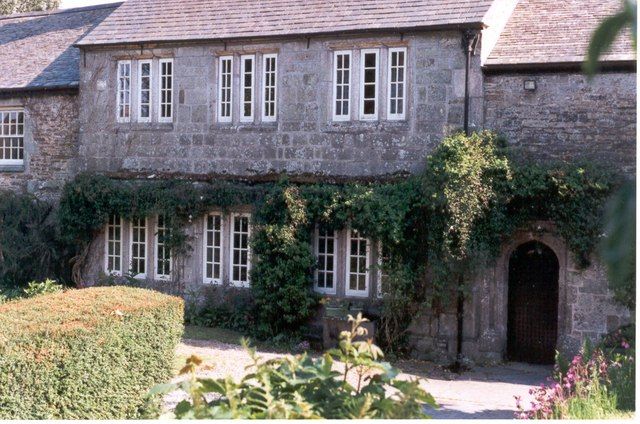
Casa "Golden"

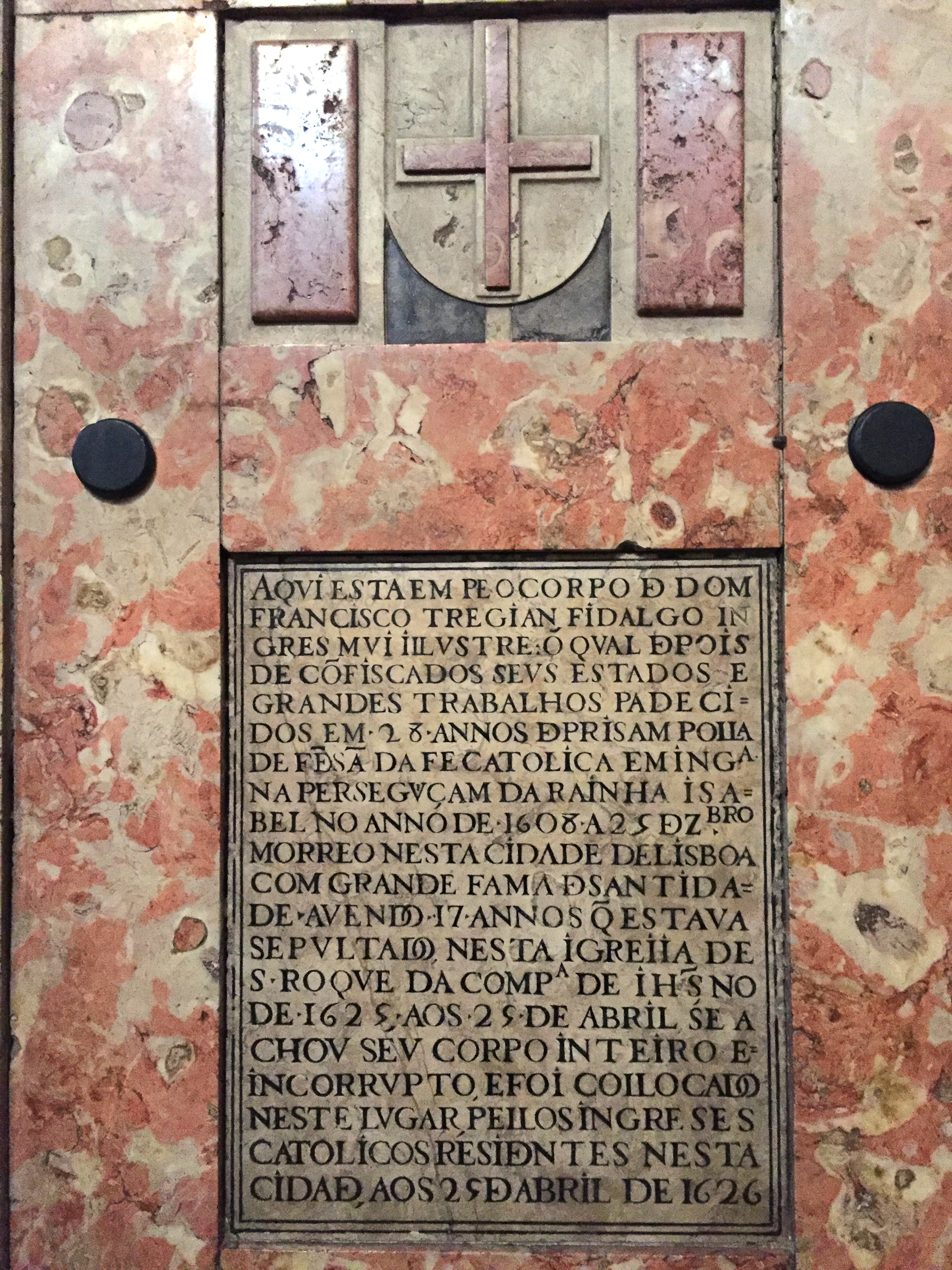
Lápida de Francisco Tregian en la iglesia de San Roque de Lisboa.

Francisco Tregian era hijo de John Tregian de Wolvenden y Catherine Arundell, hija de Sir John y Lady Isabel Arundell de Lanherne.
Él había vivido en la Corte con el fin de ayudar a los perseguidos, católicos. En 1576 Tregian acogió en su casa (Golden Manor House) a un seminarista católico, Cuthbert Mayne, quien se haría pasar por su mayordomo.
El 8 de junio de 1577, el Sheriff, Sir Richard Grenville rodeó la casa con algunos centenares de hombres y detuvo tanto a Tregian como a Mayne. La audiencia se celebró en Launceston, el 16 de septiembre de 1577. Tregian fue acusado en virtud del Estatuto de Praemunire que prohibía la difusión en Inglaterra de las bulas papales. Mayne tenía en su poder un ejemplar de la proclamación del Año Santo de 1575, y se supone que tenía la intención de dársela a Tregian. Tregian estuvo arrestado en el Marshalsea durante diez meses antes de ser devuelto a Cornualles para el juicio. Al principio, el jurado no emitió veredicto, pero después de las amenazas de los jueces el jurado declaró culpable a los acusados.
La pena de muerte de Tregian fue conmutada por pena de cárcel y sus bienes fueron confiscados. Fue encarcelado en Windsor y, a continuación, en varias prisiones de Londres durante veinte y ocho años, terminando en la prisión de Fleet, donde su esposa se unió a él. A petición de sus amigos, fue liberado por el rey Jacobo I.
La ejecución de Cuthbert Mayne en 1577 marcó el comienzo de la persecución violenta del catolicismo por parte del régimen isabelino, una violencia cuya más famosa víctima sería Edmund Campion, ejecutado en 1581 en la Torre de Londres, su amigo el Jesuita laico Thomas Pounde estaba allí con Campion. Los sufrimientos de Tregian y Campion forman parte de la historia de la persecución católica narrada por Pounde en su poema "A Challenge unto Foxe the Martyrmonger...with a comfort unto all afflicted Catholics," que fue confiscado en 1581 y del que solo se conserva un único manuscrito en Los Archivos Nacionales. El poema fue probablemente dedicado a Tregian. 
Después de ser indultado por el rey Jacobo en 1603, Tregian se retiró a Madrid, donde disfrutó de una pensión del rey Felipe III de España y II de Portugal. Murió en el hospicio jesuita de San Roque, en Lisboa, donde fue enterrado en posición vertical bajo el púlpito occidental, en símbolo de su resistencia contra la Reina Isabel.

## Biografías
- P. A. Boyan y G. R. Cordero, Francisco Tregian, Cornish Recusant (Londres y Nueva York, 1955)
- Raymond Francis Trudgian, Francisco Tregian, 1548-1608: Isabelino recusant, verdaderamente Católica oriundo de cornwall (Brighton y Portland, 1998)
- Francisco Plunkett, Vida de Francisco Tregian. Escrito en el siglo xvii por Francisco Plunkett, monje Cisterciense. En: Católica Registro de la Sociedad (Gran Bretaña) vol. 32 (1932) p. 1-44. Cada sección de texto en latín, seguido por la traducción al inglés.

- Datos: Q2006022
- Multimedia: Francis Tregian the Elder / Q2006022